# اسرائیل خانه ما
اسرائیل خانه ما (به عبری: יִשְׂרָאֵל בֵּיתֵנוּ یسرائل بیتنو)٬ (به عربی: اسرائیل بیتنا) یک حزب سیاسی ملی‌گرا و سکولار دست راستی اسرائیلی است. بیشتر طرفداران این حزب از روس‌زبان‌های این کشور هستند که از شوروی سابق به این کشور مهاجرت کرده‌اند.
اسرائیل خانه ما از جریان‌های مخالف روند صلح است که موضعی منفی نسبت به اعراب اسرائیل دارد. البته آنها موافق تأسیس کشور فلسطین (چاره دوکشوری) هستند اما راه حل متفاوتی را برای آن در نظر گرفته‌اند که بر اساس آن مناطق عمدتاً عرب‌نشین اسرائیل به فلسطین واگذار شده و در عوض مناطق عمدتاً یهودی‌نشین کرانه باختری به اسرائیل منضم می‌شود. سپس تمامی شهروندان کشور بایستی سوگند وفاداری به دولت اسرائیل را بخورند و تابعیت افرادی که این کار را انجام ندهند از آن‌ها گرفته شود. هدف روشن این طرح کاهش جمعیت عرب اسرائیل و افزایش درصد یهودیان است. این برنامه که به نام اویگدور لیبرمن رهبر این حزب به طرح لیبرمن معروف است جنجال‌های زیادی را در اسرائیل برانگیخته است.
اسرائیل بیتنا بر خلاف دیگر احزاب دست راستی موضعی غیرمذهبی و مخالف با روحانیت یهودی دارد و مدافع اعطای فرصت‌های اقتصادی-اجتماعی بیشتر به مهاجران جدید برای تشویق یهودیان به مهاجرت به این کشور است.
بزرگترین موفقیت این حزب در انتخابات ۲۰۰۹ به دست آمد که با کسب ۱۵ کرسی سومین حزب بزرگ پارلمان (پس از کادیما و لیکود) شدند و دولت ائتلافی به ریاست بنیامین نتانیاهو را با حزب لیکود تشکیل دادند. آنها در انتخابات ۲۰۱۳ فهرست مشترکی با لیکود ارائه دادند. فهرست مشترک آنها با ۳۱ کرسی پیروز انتخابات شد که ۱۳ کرسی سهم اسرائیل خانه ما بود. این حزب در انتخابات ۲۰۱۵ نتیجه ضعیفی گرفت و تنها ۶ کرسی به دست آورد.